# 基希察尔滕
基希察尔滕（德語：Kirchzarten，發音：[ˈkɪʁçˌtsaʁtn̩]）是德国巴登-符腾堡州弗赖堡行政区布赖斯高-上黑林山县的市镇，面积21.13平方千米，2023年12月31日人口为10,326人。